# Abdallah R’Houma
Abdallah R’Houma – tunezyjski zapaśnik walczący w obu stylach. Srebrny i brązowy medalista mistrzostw Afryki w 1988; czwarty w 1981, 1982 i 1985. Czwarty w Pucharze Świata w 1981 roku.